# Wilhelm Strahringer
Wilhelm Strahringer (* 25. Februar 1898 in Wien; † 28. Dezember 1982 in Darmstadt) war ein österreichisch-deutscher Ingenieur und Kommunalpolitiker.

## Leben
Wilhelm Strahringer wurde als ältester Sohn eines Schriftsetzers 1898 im Wiener Stadtteil Margareten geboren. Er besuchte ab 1904 die Volksschule und anschließend eine Realschule. Dort machte er im Juli 1916 die Reifeprüfung. Er studierte von 1916 bis 1921 Maschinenbau an der TH Wien. Das Studium schloss er im März 1921 mit der Diplomprüfung ab. Danach war er Konstrukteur bei Josef Kranz. Der Bankdirektor, Kartellpräsident und Heereslieferant Kranz war eine bekannte Persönlichkeit des jüdischen Großbürgertums in Wien. Er beabsichtigte auf der Basis einer erworbenen Lizenz eine Satzmaschinenherstellung aufzubauen. Bereits nach einem Jahr verkaufte er die Lizenz an die Maschinenfabrik Goebel in Darmstadt. Wilhelm Strahringer ging daher im Juni 1921 nach Darmstadt und machte Karriere bei der Firma Goebel. Er erwarb im Juli 1932 die deutsche Staatsbürgerschaft. Ab 1936 war er Oberbauingenieur und ab 1940 Prokurist bei Goebel, unter der Leitung von Wilhelm Köhler.
Strahringer trat 1916 der Sozialdemokratischen Partei Österreichs bei. Als Student war er Mitglied des Sozialistischen Studentenbundes. Er war bei der Organisation der 2. Arbeiterolympiade in Wien im Juli 1931 beteiligt. Hierzu gab er eine Festschrift heraus.
Im September 1945 wurde er vom Darmstädter Oberbürgermeister Ludwig Metzger als Direktor in der Vorstand der HEAG berufen, dem er bis zu seinem Ausscheiden 1970 angehörte. Unter seiner Führung entwickelte sich die HEAG zu einem bedeutenden überregionalen Stromversorgungs- und Nahverkehrsunternehmen.
Von 1948 bis 1968 war Strahringer Mitglied der SPD-Fraktion in der Stadtverordnetenversammlung. Er war langjähriger Vorsitzender des Bauausschusses und gestaltete den Wiederaufbau Darmstadts mit. Außerdem erhielt er für seine über 40 Ehrenämter viele Preise. Unter anderem das Große Verdienstkreuz des Verdienstordens der Bundesrepublik.
Strahringer war Mitglied zahlreicher Fachverbände der Elektrizitätswirtschaft auf Landes- und Bundesebene. Er gehörte auch dem Verein Deutscher Ingenieure (VDI) an.
Auf Bitten von Ernst Hueter hatte er vom Wintersemester 1947/48 bis 1964 einen Lehrauftrag an der TH Darmstadt, die ihn 1952 zum Honorarprofessor ernannte.
Strahringer, der sich auch für die Kunst und Literatur engagierte, war Mitglied in zahlreichen Vereinen und übernahm zahlreiche Ehrenämter. Von 1950 bis 1972 war er Vorsitzender der TSG Darmstadt. Er war von 1954 bis 1967 Mitglied im Vorstand des Förderkreises der Deutschen Akademie für Sprache und Dichtung mit Sitz in Darmstadt. Von 1967 bis 1972 war er Mitglied im Kuratorium dieser Organisation. 1960 war er Gründungsmitglied der Gesellschaft Hessischer Literaturfreunde e.V. Von 1961 bis 1966 war er Mitglied im Verwaltungsrat des Deutschen Atomforums.
Wilhelm Strahringer starb im Alter von 84 Jahren Ende 1982 in Darmstadt. Strahringer war seit 1931 mit der Tochter von Heinrich Hubertus, Oberingenieur bei HEAG, verheiratet. Aus der Ehe ist ein Sohn hervorgegangen.

## Ehrungen
- 1952: Honorarprofessor der TH Darmstadt
- 1952: Verdienstkreuz des Verdienstordens der Bundesrepublik Deutschland
- 1957: Ehrensenator der Justus-Liebig-Universität Gießen
- 1962: Walter-Kolb-Plakette des Deutschen Turner-Bundes
- 1963: Silberne Verdienstplakette der Stadt Darmstadt
- 1963: Großes Verdienstkreuz des Verdienstordens der Bundesrepublik Deutschland
- 1964: Dr. Ing. ehrenhalber durch die RWTH Aachen
- 1965: Großes Silbernes Ehrenzeichen für Verdienste um die Republik Österreich (1952)
- 1966: Ehrenbürgerschaft von Groß-Umstadt
- 1968: Goethe-Plakette des hessischen Kultusministeriums
- 1970: Silberne Verdienstplakette des Landkreises Darmstadt
- 1971: Johann-Heinrich-Merck-Ehrung der Stadt Darmstadt
- 1971: Ehrenvorsitzender der Gesellschaft Hessischer Literaturfreunde e.V.
- 1971: Ehrenmitglied der Vereinigung Deutscher Elektrizitätswerke (VDEW)

## Veröffentlichungen
- 1931: Festführer 2. Arbeiter-Olympiade der Sozialistischen Arbeiterpartei, Wien.
- In den 1950er bis 1970er Jahren veröffentlichte er zahlreiche Beiträge zur Elektrizitätswirtschaft, Strompreisen, Straßenbeleuchtungen.
- 1980: Erinnerungen, Darmstadt.